# کاراوینو
کاراوینو (به ایتالیایی: Caravino) یک کومونه در ایتالیا است که در استان تورین واقع شده‌است.

## خصوصیات
کاراوینو ۱۱٫۵ کیلومترمربع مساحت و ۱٬۰۰۸ نفر جمعیت دارد و ۲۵۷ متر بالاتر از سطح دریا واقع شده‌است.